# Jim Godbolt
Jim Godbolt (* 5. Oktober 1922 in Wandsworth, South London; † 9. Januar 2013) war ein britischer Jazzautor und Promoter.

## Leben und Wirken
Godbolt leistete während des Zweiten Weltkriegs den Militärdienst bei der Royal Navy auf Trawlern im Atlantik und dem Indischen Ozean ab. Nach Kriegsende arbeitete er als Konzert-Promoter, Manager von britischen Jazzmusikern wie George Webb’s Dixielanders, George Melly und Mick Mulligan, aber auch Bands wie The Swinging Blue Jeans, Filmberater, Rundfunkmoderator und Autor von Liner Notes. Daneben schrieb er für eine Reihe von Jazz-Zeitschriften, wie Jazz Illustrated (1950–51), 100 Club News (1979–84). Von 1980 bis 2006 war er Gründungsherausgeber des Jazz at Ronnie Scott’s Magazine, dem Hausblatt des Londoner Jazzclubs Ronnie Scott’s Jazz Club. Er war Co-Autor der zweibändigen History of Jazz in Britain (1984 und 1986). Godbolts letztes Buch, Ronnie Scott’s Jazz Farrago (2007), war eine Sammlung seiner Texte für das Ronnie Scott’s-Hausblatt.
Jim Godbolt schrieb auch für verschiedene Tageszeitungen und Zeitschriften, u. a. für Harpers & Queen, The Daily Telegraph und Melody Maker.

## Veröffentlichungen
- Ronnie Scott's Jazz Farrago (2007)
- A History of Jazz in Britain 1919–1950, Revised edn.[2] London: Northway Publications 2005
- A History of Jazz in Britain 1950–1970
- All This and Many a Dog: Memoirs of a Loser/Pessimist.  Quartet Books Limited 1986;  London, Northway Publications 2007
- The World of Jazz in Printed Ephemera and Collectibles. Wellfleet Press 1990
  - deutsche Ausgabe: Die Welt des Jazz. Erlangen, Karl Müller Verlag, 1993. ISBN 3860703676